# Молино деј Нотари (Парма)
Молино деј Нотари је насеље у Италији у округу Парма, региону Емилија-Ромања.
Према процени из 2011. у насељу је живело 32 становника. Насеље се налази на надморској висини од 92 м.